# Diels–Alderreaktion

Dien + dienofil → cyklohexen

Diels–Alderreaktionen är en organkemisk reaktion mellan en konjugerad dien och en substituerad alken, en så kallad dienofil, där produkten blir en substituerad cyklohexen. Det enklaste exemplet är en 1,3-butadien och en eten.
Ett annat exempel är syntes av aldrin.

Norbornadien (C_{7}H_{8}) + hexakloorcyclopentadien (HCCP, C_{5}Cl_{6})→ aldrin

Otto Paul Hermann Diels och Kurt Alder var de första att dokumentera denna reaktion, 1928, och fick sedermera Nobelpriset i kemi 1950 för just detta.